# Джальйоне
Джальйоне (італ. Giaglione, п'єм. Giajon) — муніципалітет в Італії, у регіоні П'ємонт,  метрополійне місто Турин.
Джальйоне розташоване на відстані близько 570 км на північний захід від Рима, 60 км на захід від Турина.
Населення — 643 особи (2014).
Щорічний фестиваль відбувається 22 січня. Покровитель — San Vincenzo.

## Демографія
Населення за роками:

Станом на 1 січня 2023 року в муніципалітеті офіційно проживало 10 іноземців з 5 країн, серед них 5 громадян країн Євросоюзу та 2 громадяни України.

## Сусідні муніципалітети
- Браман (Франція)
- Кьомонте
- Ексіллес
- Гравере
- Момпантеро
- Суза
- Венаус